# Sandra Starke
Sandra Starke (født 31. juli 1993) er en kvindelig tysk fodboldspiller, der spiller angreb for VfL Wolfsburg i 1. Frauen-Bundesliga og Tysklands kvindefodboldlandshold.
Hun blev første gang udtaget til det tyske A-landshold af landstræner Martina Voss-Tecklenburg, til en EM-kvalifikationskamp mod Grækenland, den 8. oktober 2019. Hun var også inkluderet i brutttruppen til EM i kvindefodbold 2022 i England, men var ikke med i den endelige.

## Landsholdsstatistik
| #  | Dato            | Lokation                                              | Modstander | Score | Resultat | Turnering               |
| -- | --------------- | ----------------------------------------------------- | ---------- | ----- | -------- | ----------------------- |
| 1. | 8. oktober 2019 | Kleanthis Vikelidis Stadium, Thessaloniki, Grækenland | Grækenland | 3–0   | 5–0      | EM-kvalifikationen 2022 |